# Szigetek (Hongkong)
A Szigetek (離島區 léjtou au (lei dou au)) Hongkong egyik kerülete, mely az Új területek városrészhez tartozik.

## Szigetei
Több mint húsz, különféle méretű sziget tartozik a kerülethez, a legnagyobbak Lánthau (Lantau), Lamma, Chőngcau (Coeng zau), Phingcau (Ping zau) és Phouthój (Pou toi).